# Benoît Mandelbrot
Benoît B. Mandelbrot (Varsó, 1924. november 20. – Cambridge, Massachusetts, 2010. október 14.) lengyel származású francia–amerikai matematikus. A fraktálok fogalmának felfedezője, az általa köztudatba emelt Mandelbrot-halmazt róla nevezték el.

## Élete
Benedykt néven született Varsóban egy Litvániából származó zsidó családban. Előre látva Lengyelország vesztét, családja 1936-ban az akkor 11 éves gyermekkel Franciaországba menekült. A második világháború alatt végig itt éltek. Mandelbrot 1944-től a lyoni Lycée du Parc, majd a párizsi École polytechnique diákja volt.
1947-1949 között a Kaliforniai Műszaki Egyetem, majd 1953-1954-ben a Princetoni Egyetem hallgatója, ahol Neumann Jánosnak volt a posztdoktori kutatója. 1955-ben feleségül vette Aliette Kagant. 1958-ban az Egyesült Államokba költözött és belépett az IBM-hez, mint kutató-munkatárs. 1975-ben alkotta meg és használta először a fraktál kifejezést a Les objets fractals, forme, hasard et dimension című dolgozatában. 1982-ben kibővítette és frissítette a fraktálokról szóló gondolatait a The Fractal Geometry of Nature című munkájában. 1987-ben nyugdíjba ment, és a Yale Egyetem matematika tanszékén folytatta kutatásait, ahonnan 2005-ben vonult vissza. 2003-ban Magyarországra látogatott és részt vett a VIII. Országos (centenáriumi) Neumann Kongresszuson.
2010-ben hasnyálmirigyrákban hunyt el egy cambridge-i hospice házban.

## Kitüntetései, díjai, elismerései
- IBM Fellowship
- Barnard Medal
- Franklin Medal
- Charles Proteus Steinmetz Medal
- Caltech Service
- Humboldt Preis
- Science for Art
- Harvey Prize
- Nevada Prize
- Honda Prize
- Fizikai Wolf-díj: 1993

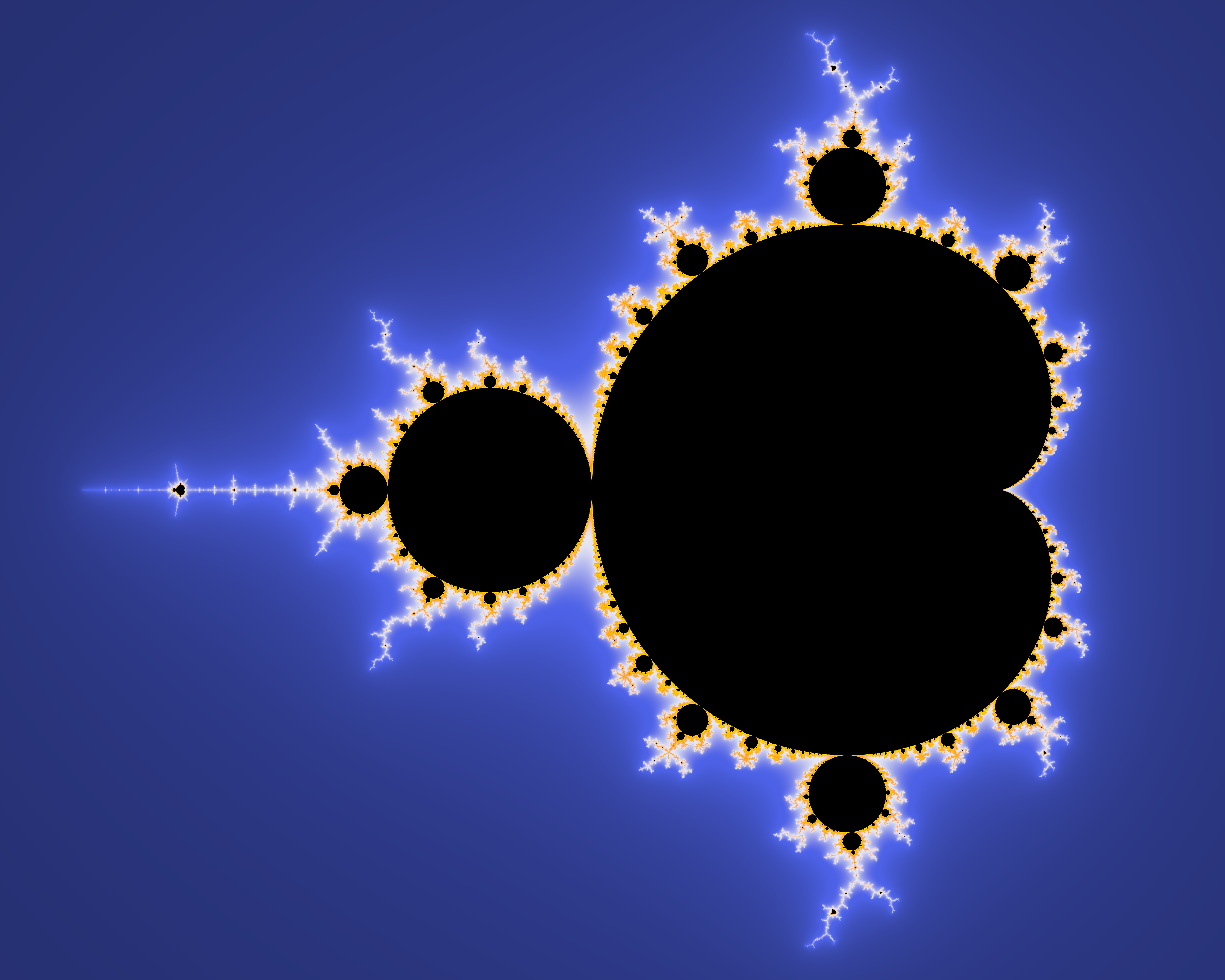
A Mandelbrot-halmaz

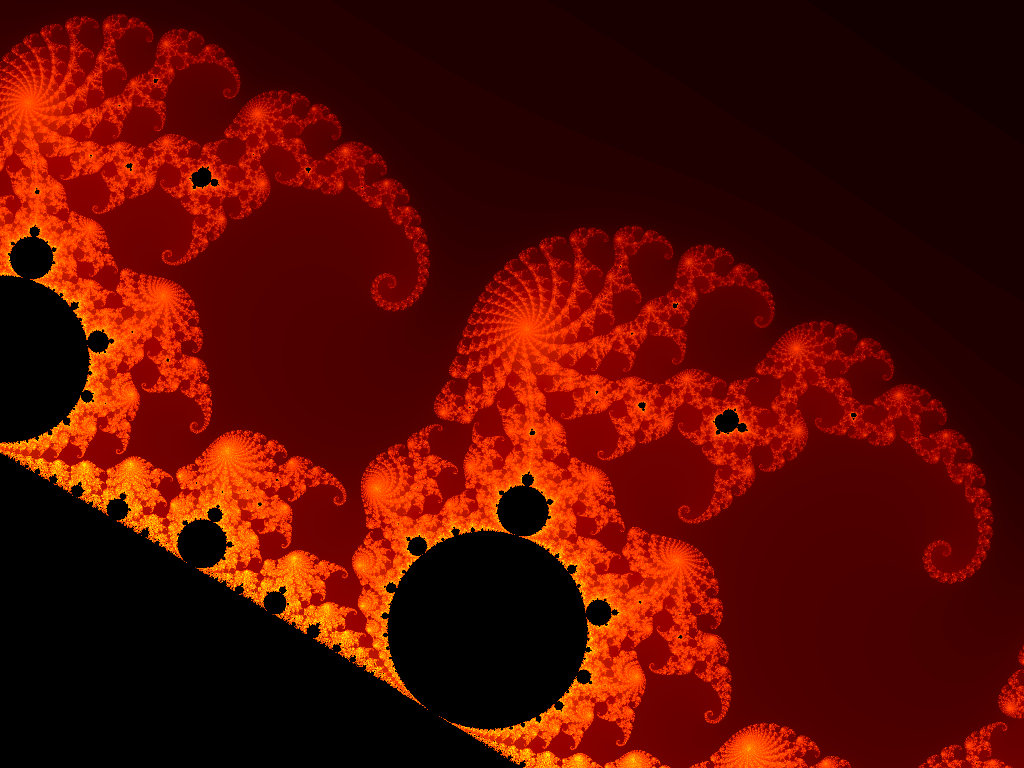
A Mandelbrot-halmaz egy részlete

- Médaille de Vermeil de la Ville de Paris
- John Scott Award
- Lewis Fry Richardson Medal
- Sven Berggren-Priset
- Medaglia della Presidenza della Repubblica Italiana
- 2004	Best Business Book of the Year Award
- Władysław Orlicz Prize
- Casimir Frank Natural Sciences Award
- Japán Díj (Japan Prize)
- AMS Einstein Lectureship

## Ismeretterjesztő film
- A káosz titkos élete (The Secret Life of Chaos, 2010, rendezte: Nic Stacey) brit ismeretterjesztő film Jim Al-Khalili közreműködésével.

## Fordítás
- Ez a szócikk részben vagy egészben  a   Benoît_Mandelbrot című angol Wikipédia-szócikk fordításán alapul.  Az eredeti cikk szerkesztőit annak laptörténete sorolja fel. Ez a jelzés csupán a megfogalmazás eredetét és a szerzői jogokat jelzi, nem szolgál a cikkben szereplő információk forrásmegjelöléseként.

## Külső hivatkozások
- Tóth Balázs: Mindenütt fraktálok vannak (Beszélgetés Benoit Mandelbrottal), Index, 2003. október 20.
- Who Discovered the Mandelbrot Set? - (ki fedezte fel a Mandelbrot-halmazt?) Scientific American.
- A BBC méltató cikke M. életművéről